# Clint Malarchuk

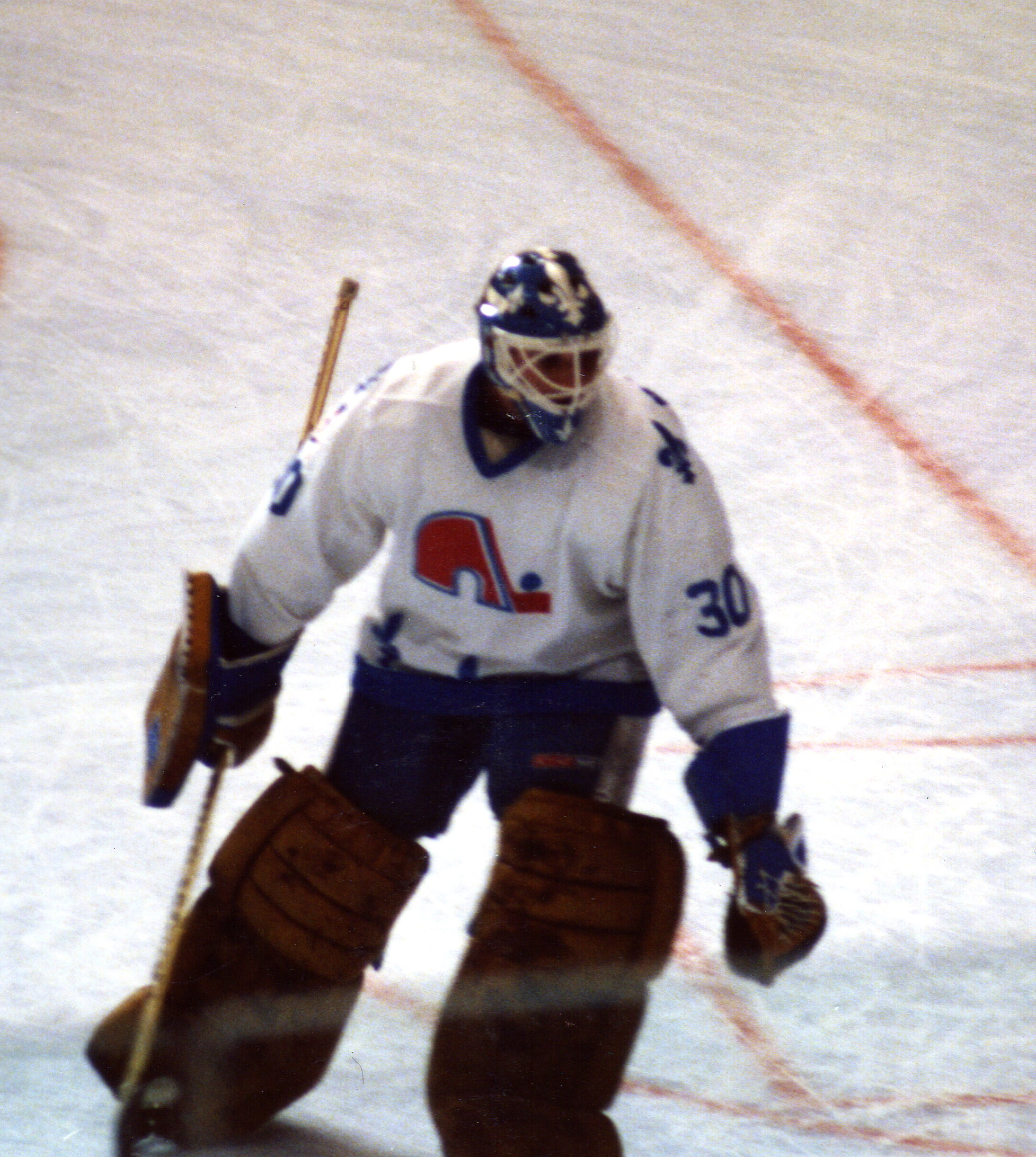
Clint Malarchuk 1986 med sitt dåvarande lag Quebec Nordiques

Clint Malarchuk, född 1 maj 1961, är en kanadensisk före detta professionell ishockeymålvakt som under sin aktiva hockeykarriär spelade i NHL mellan åren 1981 och 1992. Han har varit målvaktstränare för fyra NHL-lag och huvudtränare för olika juniorlag.
Han föddes i  Grande Prairie, Alberta och växte upp i Edmonton, Alberta. Han valdes i fjärde rundan som 74:e spelaren totalt i NHL Entry Draft 1981 av Quebec Nordiques.
Malarchuk överlevde en livshotande skada, av många ansedd vara den värsta olyckan som inträffat under en hockeymatch, som inträffade under en match mellan Buffalo Sabres och St. Louis Blues 1989. Malarchuk fick sin halspulsåder uppskuren av sin dåvarande lagkamrat Steve Tuttles skridsko i Buffalo Sabres. Han drabbades av kraftig blodförlust men lyckades mirakulöst överleva. Han tvingades sy över 300 stygn och totalt avsvimmade 11 supportrar i arenan som bevittnade händelsen.
Malarchuk avslutade sin aktiva hockeykarriär efter säsongen 1996/1997 och har efter karriären kämpat mot sitt alkoholmissbruk och depressioner. Han har skrivit en självbiografi som utgavs den 1  november 2014, A Matter of Inches: How I Survived in the Crease and Beyond som tar upp bland annat ämnet psykisk ohälsa.